# Nebovidy (ort i Tjeckien, Mellersta Böhmen)
Nebovidy är en ort i Tjeckien.   Den ligger i regionen Mellersta Böhmen, i den centrala delen av landet, 60 km öster om huvudstaden Prag. Nebovidy ligger 250 meter över havet och antalet invånare är 496.
Terrängen runt Nebovidy är lite kuperad. Runt Nebovidy är det tätbefolkat, med 570 invånare per kvadratkilometer. Närmaste större samhälle är Kolín, 4,3 km norr om Nebovidy. Trakten runt Nebovidy består till största delen av jordbruksmark.